# To be announced

To be announced (TBA), to be confirmed (TBC) și to be determined (TBD), cu sensurile urmează să fie anunțat, urmează să fie confirmat și urmează să fie determinat, respectiv, sunt niște expresii locțiitoare în limba engleză, utilizate pe larg în cadrul unor evenimente planificate și viitoare, pentru a indica că, deși ceva este programat, sau este așteptat să se întâmple, un aspect particular al acestuia rămâne a fi determinat sau confirmat.
Utilizarea abrevierii „TBA” este atestată formal încă din 1955, iar „TBD” din 1967.